# Picea wilsonii
Picea wilsonii, la pícea de Wilson, es una especie arbórea de la familia de las Pináceas. Se trata de una conífera que se encuentra solamente en China.

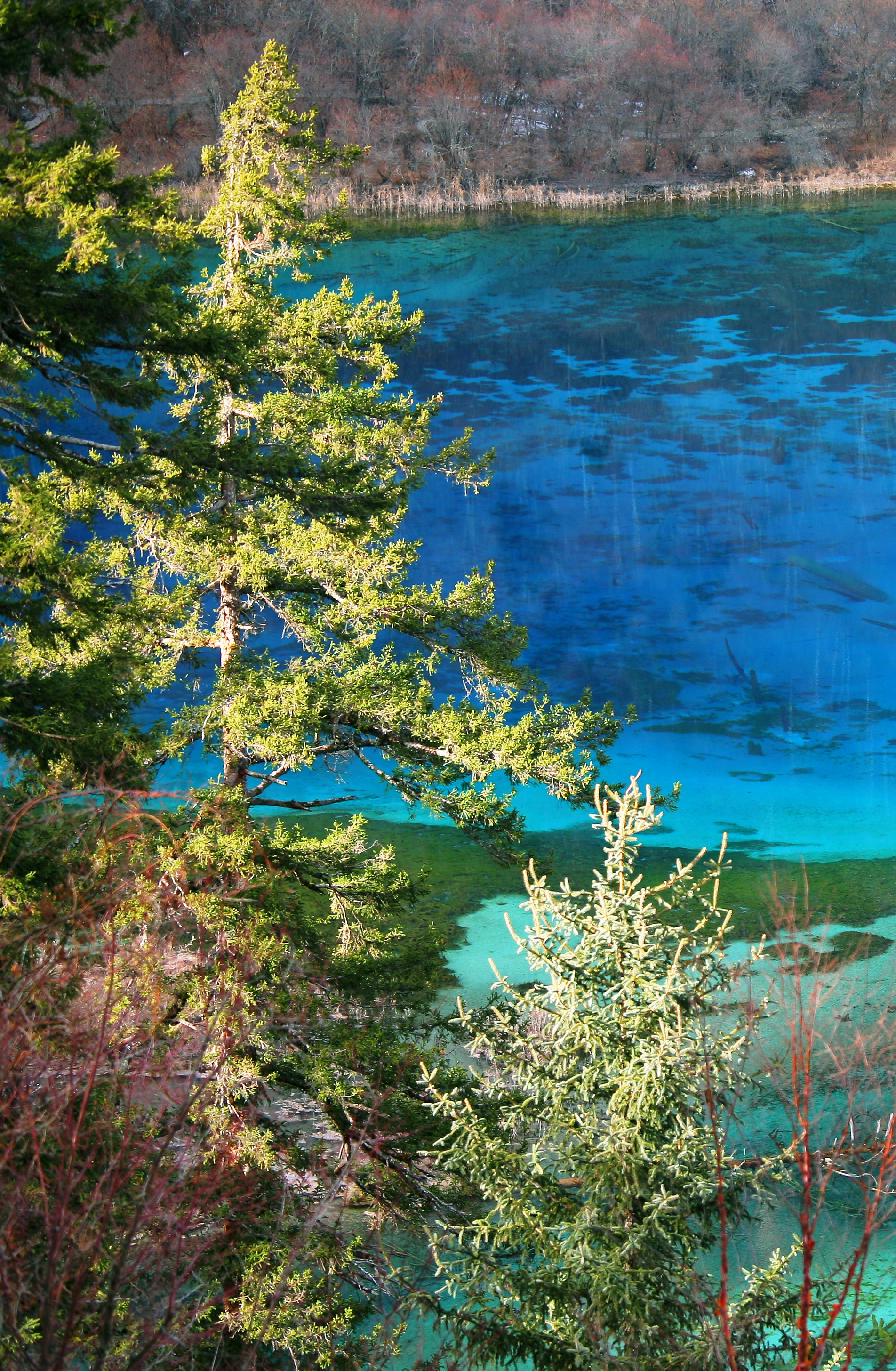
En su hábitat

## Descripción
Son árboles que alcanzan un tamaño de hasta 50 m de altura y 130 cm de ciámetro, con una corona piramidal. La corteza es de color gris, con descamación irregular. Las ramitas verde amarillentas o gris amarillentas, volviéndose gris pálido o gris parduzco; glabras. Las hojas de 8-13 × 1.2 a 1.7 mm, con 4-5 líneas de estomas lo largo de cada superficie; ápice acuminado. Conos de semillas de maduración amarillo-marrón, ovoides, de 5-8 × 2,5-4 cm.  Semillas obovoides.

## Distribución y hábitat
Se encuentra en China, en Gansu, Hebei, Hubei, Mongolia Interior, Qinghai, Shaanxi, Shanxi, Sichuan; a una altitud de 1400-2800 metros, resistiendo temperaturas de entre -28,8 °C y -23,3 °C. 

## Usos
Se utiliza para la forestación y como planta ornamental. La madera se utiliza para los muebles, la construcción, y la pulpa.

## Taxonomía
Picea wilsonii fue descrita por Maxwell Tylden Masters y publicado en The Gardeners' Chronicle: a weekly illustrated journal of horticulture and allied subjects. ser. 3 33: 133, f. 55, 56. 1903.
Etimología
Picea; nombre genérico que es tomado directamente del Latín pix = "brea", nombre clásico dado a un pino que producía esta sustancia
wilsonii: epíteto
Sinonimia
- Picea fricksii Silba
- Picea mastersii Mayr
- Picea watsoniana Mast.[5]